# Stefan-Jaracz-Theater (Olsztyn)

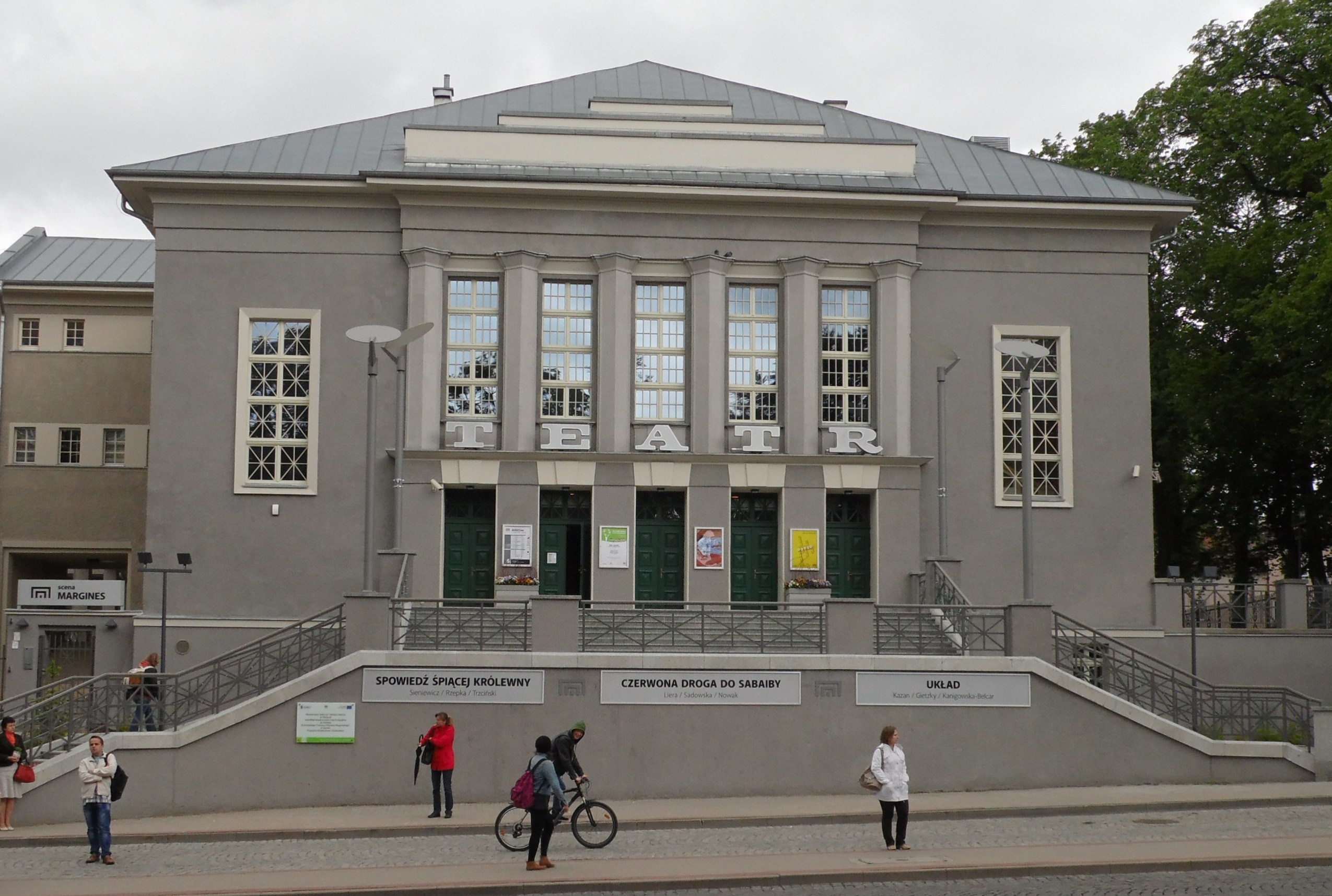
Frontansicht des Stefan-Jaracz-Theaters (2014)

Das Stefan-Jaracz-Theater (polnisch Teatr im. Stefana Jaracza; 1925–1945: Treudank-Theater, 1945: Teatr Warmii i Mazur) ist ein Theater in Olsztyn.

## Geschichte
Das Theater wurde 1925 auf Bestreben von Max Worgitzki als Dank für das Ergebnis der Abstimmung über den Verbleib bei Ostpreußen unter dem Namen Treudank-Theater gegründet. Bei der feierlichen Eröffnung waren der Kultusminister Carl Heinrich Becker, Max von Rupert und Georg Zülch anwesend. Bis 1945 wurden hier neben Theaterstücken auch Opern und Operetten auf Deutsch aufgeführt.
Am 18. November 1945 wurde in dem nun polnischen Theater von Ermland und Masuren (Teatr Warmii i Mazur) das Stück Moralność pani Dulskiej von Gabriela Zapolska in der Regie von Artur Młodnicki aufgeführt. 1946 wurde es in Stefan-Jaracz-Theater umbenannt. Erster Intendant war bis 1969 Aleksander Sewruk. Das Theater führte von Beginn an auch in der Region und in den angrenzenden Woiwodschaften Gastspiele durch.

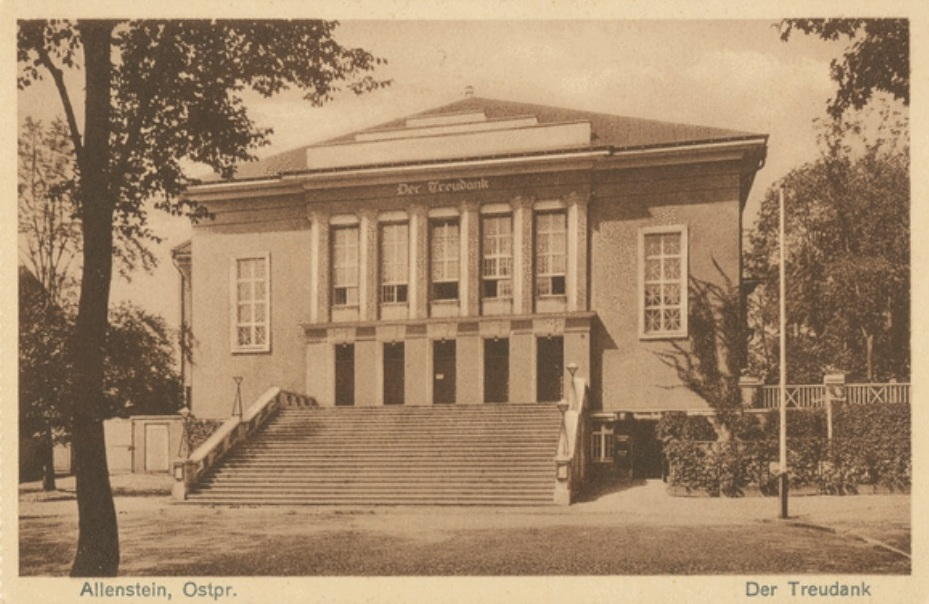
Stefan-Jaracz-Theater im Jahr 1925 eröffnet als Theater Der Treudank

Bis zum Ende der 1960er Jahre behielt es den Charakter eines Provinztheaters, in dem hauptsächlich realistische und psychologische Stücke inszeniert wurden.
Bis 1975 besaß das Theater auch ein zweites Haus in Elbląg, das nun in Mrągowo unterhalten wird.
1989 übernahm Zbigniew Marek Hass die Intendanz des Theaters.
1991 nahm am Theater die Aleksander-Sewruk-Schauspielschule für Abiturienten (Policealne Studium Aktorskie im. Aleksandra Sewruka) ihre Tätigkeit auf, deren Leitung Zbigniew Marek Hass übernahm.
1995 inszenierte Adam Hanuszkiewicz zum 50-jährigen Bestehen des polnischen Theaters eine Revuevorstellung von Moralność pani Dulskiej.
Seit 2004 ist Janusz Kijowski Intendant.
Von 2010 bis 2014 wurde das Theater modernisiert und ausgebaut.

## Bühnen
Das Stefan-Jaracz-Theater verfügt über vier Bühnen: die Große Bühne (Scena Duża), die Kammerbühne (Scena Kameralna), Randbühne (Scena Margines) und die Bühne bei Sewruk (Scena u Sewruka).

## Schauspieler
Im ersten polnischen Ensemble spielten Karol Adwentowicz, Stanisław Igar, Maria Homerska, Jan Kurnakowicz, Stanisław Milski, Hanna Skarżanka, Janusz Strachocki und Eugenia Śnieżko-Szafnaglowa.

## Inszenierungen (Auswahl)
- Tramwaj zwany pożądaniem von Tennessee Williams (1959, Regie: Aleksander Długosz)
- Romeo i Julia von William Shakespeare (1959, Regie: Tadeusz Żuchniewski)
- Pamiętnik Anny Frank von Frances Goodrich und Albert Hackett (1960, Regie: Jan Maciejowski)
- Dwoje na huśtawce von William Gibson (1962, Regie: Bogdan Poręby)
- Barbara Radziwiłłówna von Alojzy Feliński (1962, Regie: Jowita Pieńkiewicz)
- Kaputt nach Curzio Malaparte (1964, Regie: Krystyna Tyszarska)
- Dziady von Adam Mickiewicz (1967, Regie: Jerzy Zegalski)
- Pułapka von Tadeusz Różewicz (1993, Regie: Krzysztof Rościszewski)
- Msza za miasto Arras nach Andrzej Szczypiorski (1994, Regie: Janusz Kijowski)
- Królowa piękności z Leenane von Martin McDonagh (2002, Regie: Bartłomiej Wyszomirski)
- Baby pruskie von Alicja Bykowska-Salczyńska (2005, Regie: Szczepan Szczykno)
- Podróż do wnętrza pokoju von Michał Walczak (2006, Regie: Giovanny Castellanos)
- Dzień Walentego von Iwan Wyrypajew (2007, Regie: Piotr Jędrzejas)
- Transfer von Maksim Kuroczkin (2007, Regie: Marcin Sławiński)